# Chaufferie urbaine du quartier Croix-Rouge
La Chaufferie urbaine du quartier Croix-Rouge est une chaufferie construite en 1972 sur la commune de Reims. Elle alimente un réseau de chaleur fournissant eau chaude sanitaire et chauffage à près de 17 000 logements et des bâtiments des services publics. Des améliorations sont régulièrement apportées via des investissements lourds pour la rendre plus acceptable sur un plan économique et écologique.

## Localisation
La Chaufferie urbaine du quartier Croix-Rouge de Reims est située impasse de la chaufferie à Reims.

## Historique
En 1972, la chaufferie est mise en service avec deux générateurs fonctionnant au fioul Lourd, de type Phyterm et d’une puissance nominale de 25,8MW chacun.
En 1987, un générateur fonctionnant au charbon (chaudière à tubes d'eau de type Babcock) est mis en service.
Au 01 janvier 1989, c’est la mise en service l’Usine d’incinération des ordures ménagères de Reims (UIOM) qui vient compléter l’apport énergétique.
En 2003, un générateur de gaz naturel a été ajouté.
Enfin en 2012, une chaufferie au bois, constituée de deux chaudières Weiss de 5MW chacune, est mise en service. 
Elle a permis d’atteindre le seuil de 50 % d'énergies renouvelables dans le réseau de chaleur de la ville. Ce seuil a entraîné une baisse de la TVA de 19,6 % à 5,5 %, qui répercuté aux habitants du quartier a permis de faire baisser la facture du chauffage et de l’eau chaude de près de 10%. La substitution du bois au charbon aurait aussi permis d’économiser environ 12 000 tonnes de CO2 par an.

## Caractéristiques

### Exploitant
La Chaufferie urbaine du quartier Croix-Rouge est actuellement exploitée, à travers une délégation de service public par la Soccram (SOC CHAUFFE COMBUST REPAR APPAREIL MECAN), filiale locale d’ENGIE Solutions.

### La chaufferie principale
La chaufferie principale, située dans le bâtiment A, comporte :
- deux générateurs fonctionnant au fioul Lourd, de type Phyterm et d’une puissance nominale de 25,8MW chacun, mis en service à l’origine de la chaufferie, en 1972,
- deux générateurs fonctionnant au gaz naturel,
- un générateur fonctionnant au charbon (chaudière de type BABCOCK), et mise en service en 1987.

### La chaufferie Bois
La chaufferie biomasse a été mise en service en octobre 2012 et est située dans le bâtiment B sur le schéma, séparé de la chaufferie principale.
La chaufferie bois utilise du bois plaquette, dit de catégorie A, provenant d’un rayon de 100 km autour de Reims (forêts).

### La Cheminée
Elle a une hauteur de 72 mètres. Elle est réalisée en béton avec une rehausse métallique.
Elle comporte en interne trois conduits distincts.
L'apport du charbon comme combustible, a généré comme nouvelle contrainte, le retraitement des fumées par rapport aux normes sur les émissions atmosphériques pour limiter les émissions de C02. Il a été installé un système DeNOx SNCR (Selective Non Catalytic Reduction), par la société Air Traitement System (ATS), avec injection d'une solution d'urée en chambre de combustion afin de neutraliser les Oxydes d'azote (NOx) qui sont des polluants atmosphériques réglementés.

### Fluides caloporteurs utilisés
Le fluide Caloporteur, utilisé au départ de la Chaufferie urbaine, est constitué d'eau surchauffée à 200°C maxi et en suppression de 25 bar maxi.

## Galerie photos

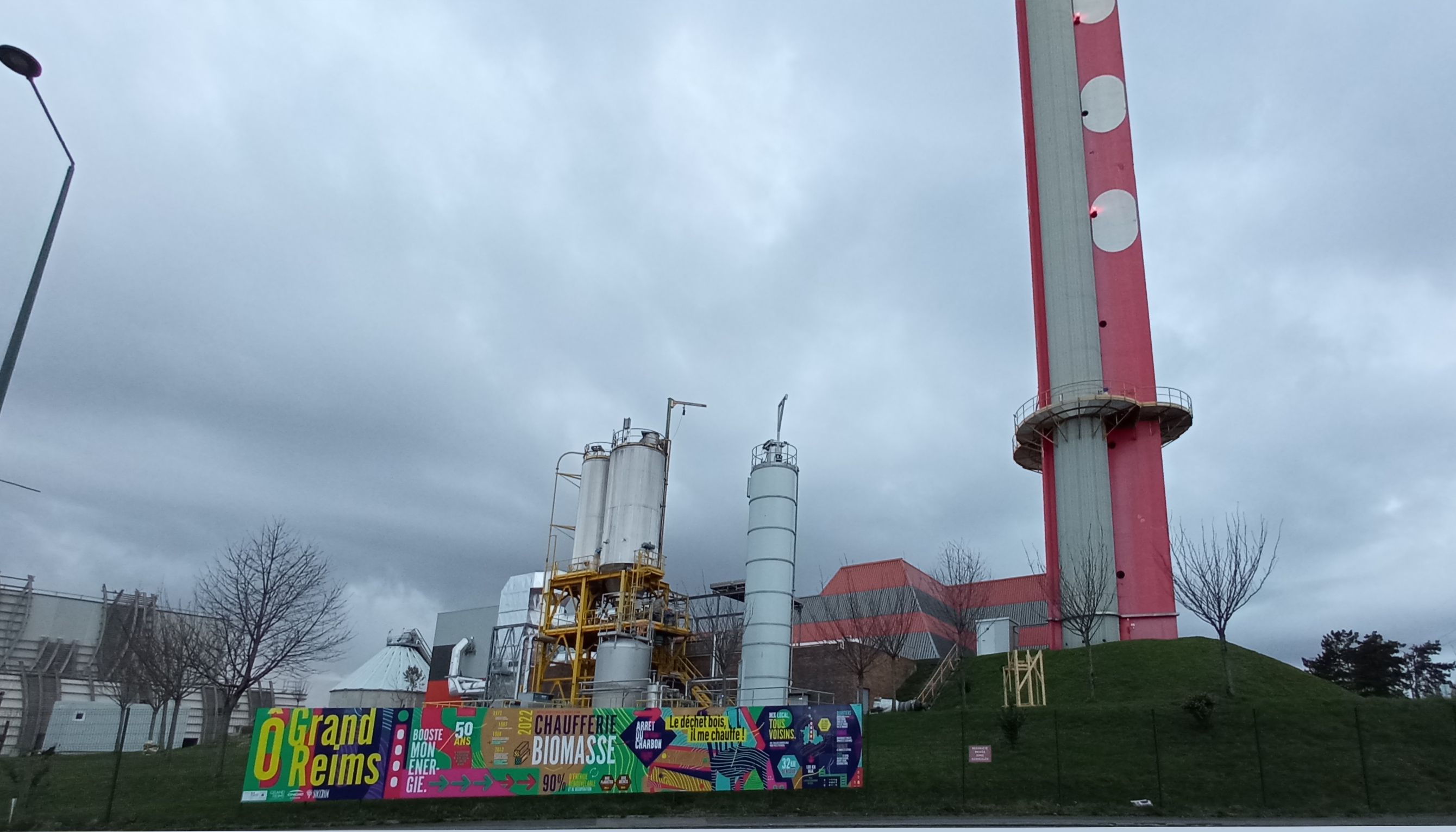
Schéma d'une chaudière à tubes d'eau.

## Complément d’énergie
La Chaufferie urbaine du quartier Croix-Rouge comporte également 2 échangeurs récupérant l’énergie en provenance de l’Usine d’incinération des ordures ménagères de Reims (UIOM).
Pour la saison 2018/19, la part d’énergie produite à partir de sources d’énergie renouvelables était de 52,4 % dont 36 % issu de l’Usine d’Incinération et dont 16,4 % issu de la Biomasse.

## Réseau
La Chaufferie alimente un réseau de 17 000 logements, mais aussi des établissements publics tels que le CHU, les écoles ou le campus universitaire.

## Cadrage réglementaire
- Directive 2010/75/UE relative aux émissions industrielles.
- La loi 2006-872 du 13 juillet 2006 portant sur l’engagement national pour le logement (TVA à 5,5%).

## Évolution à venir
Une nouvelle chaufferie Biomasse est en cours de construction pour une mise en service fin 2022, pour un montant de 19,5 millions d’Euros dont 8,97 financés par l'Agence de l'environnement et de la maîtrise de l'énergie (ADME) et le Fonds européen de développement régional (Feder).
Elle devrait permettre d’atteindre le seuil de 90% de fonctionnement avec de l'énergie renouvelable et de récupération (EnR&R). Les 10% restant continueraient d’être assurés avec du gaz.
Cette énergie (EnR&R) sera constituée de bois de classe B, issu en principe de la région, des déchetteries, de la démolition de constructions et de palettes.
Ce projet intègre également l’extension du réseau au quartier Châtillons, faisant ainsi bénéficier 20 000 logements de ce réseau d’eau chaude et de chaleur. Le cout de cette extension est estimé à 1,65 M€ HT (qui finance ?) .
L'usine d’incinération des ordures ménagères de Reims traite actuellement les bois des déchetteries pour produire de l'énergie qu'elle envoie à la chaufferie urbaine de Croix-Rouge. N'y a-t-il pas simplement un transfert production d'énergie et un risque de désoptimisation de REMIVAL ?
Les déchets de bois de classe B peuvent être préparés et valorisés auprès d'industries spécialisées dans la fabrication de panneaux de particules, offrant ainsi une seconde vie à ces déchets. Comment se "gère" la concurrence entre le recyclage et l'utilisation en chaufferie urbaine.

## Classification des déchets de bois
- Déchets de bois de classe A » : déchets de bois d'emballage non traités et non peints (palettes, caisses, cagettes...) ;
- Déchets de bois de classe B » : déchets de bois non dangereux, faiblement traités, peints ou vernis. Ces déchets correspondent aux bois d’ameublement (planches, contre-plaquée, ...) et aux bois de démolition[8].

## Pouvoir calorifique d'un combustible
Comparaison des pourvoir calorifique des différents combustibles : 
|                        | PCI (kWh/kg) | PCI (GJ/tonne) |
| ---------------------- | ------------ | -------------- |
| Fioul domestique (FOD) | 11,7         | 42             |
| Fioul lourd            | 11,1         | 40             |
| Gaz naturel            | 13,7         | 49,6           |
| Charbon                | 7,2          | 26             |